# Aphilodon caffrarius
Aphilodon caffrarius är en mångfotingart som beskrevs av Karl Wilhelm Verhoeff 1937. Aphilodon caffrarius ingår i släktet Aphilodon och familjen Aphilodontidae. Inga underarter finns listade i Catalogue of Life.